# Cold turkey

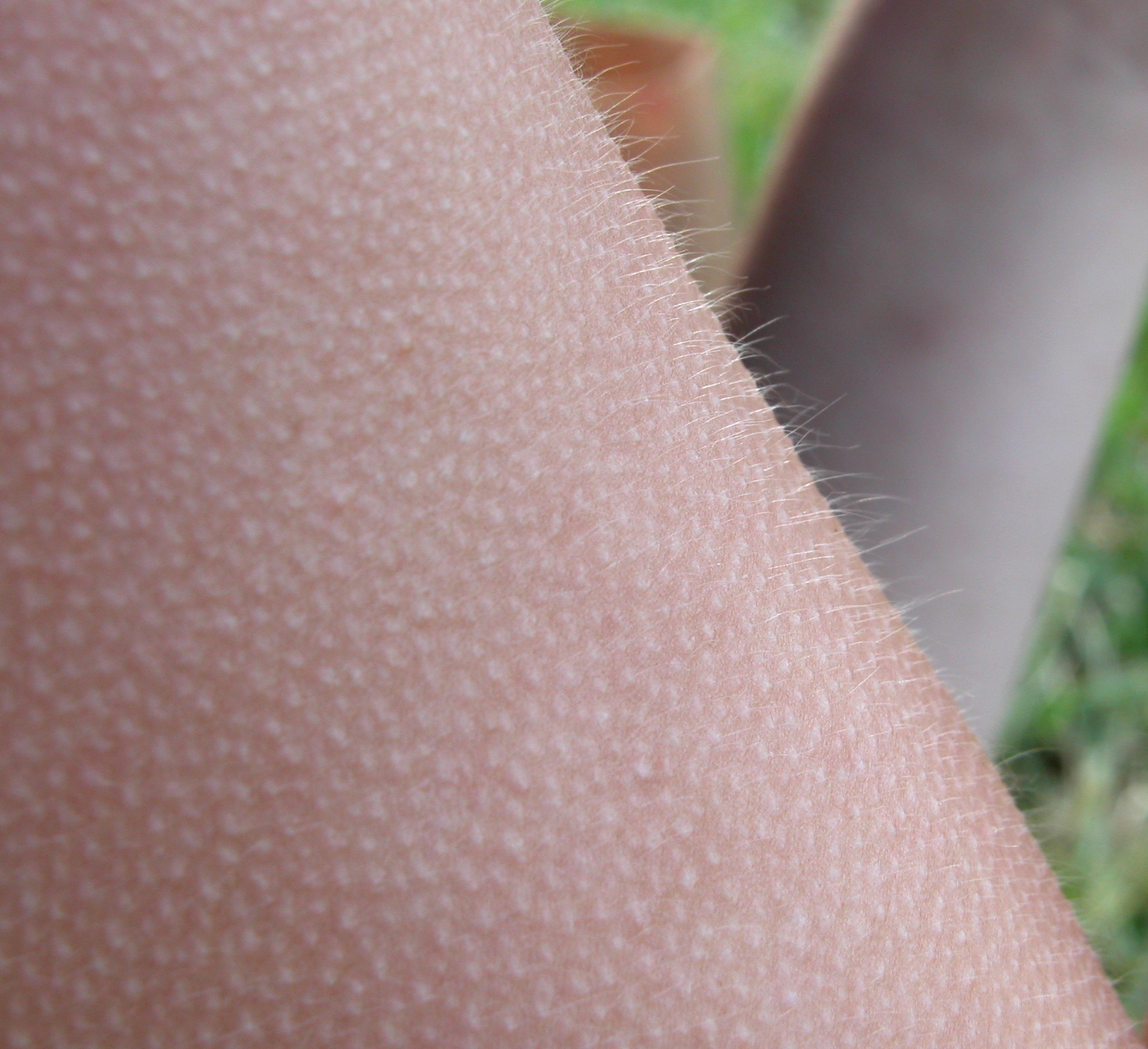
Piel de gallina

En la cultura anglosajona, cold turkey (literalmente, "pavo frío") designa la acción de interrumpir bruscamente el consumo de una o más sustancias de dependencia sin ayuda especializada, en oposición a hacerlo en un proceso gradual o usando fármacos para tratar adicciones. Este método, realizado con sustancias como el alcohol, las benzodiacepinas y los barbitúricos, puede ser extremadamente peligroso debido a la fuerte reacción de abstinencia. En caso del alcohol, el delirium tremens puede ser fatal. En otras drogas, como los opiáceos, el "cold turkey" entraña menos peligro, sobre todo si no hay problemas médicos preexistentes.
La expresión proviene del fenómeno de piloerección o "piel de gallina" que ocurre con la interrupción súbita en el consumo de opioides, que asemeja la piel desplumada de un pavo refrigerado.

## Etimología
El primer uso registrado de esta expresión figura en el artículo "High & Light" de la revista Time el 26 de febrero de 1951.

Hay un lado poco esperanzador del problema de la adicción en adolescencia. A diferencia de los adultos, pocos adolescentes parecen tomar drogas debido a problemas psicológicos: los jóvenes se inician en los narcóticos debido a ignorancia o a los mismos impulsos imprudentes que les llevan a la conducción temeraria. Aunque son más fáciles desintoxicar, no hay apenas instalaciones para ocuparse de ellos. En Rikers Island en Nueva York, los jóvenes tienen que afrontar los horrores de una súbita cura "cold turkey" o no conseguir nada. Una vez libres, muchos vuelven a las drogas de nuevo.

Además de en esta ocasión, el término había sido usado por Mickey Spillane en su novela I, The Jury: "Incluido estaba un informe médico del hospital de cuando la había obligado a realizar cold turkey [go cold turkey], lo cual significa en la jerga de los adictos una cura total."
Hay varias explicaciones para el significado de esta expresión.
- Una metáfora con el pavo frío, un plato que requiere poca preparación.[3]
- La misma que la expresión americana "talk turkey", que designa el acto de "hablar francamente y con poca preparación".[4]